# Grumello del Monte
Grumello del Monte es una localidad y comune italiana de la provincia de Bérgamo, región de Lombardía, con 7.244 habitantes.

## Evolución demográfica
| Gráfica de evolución demográfica de Grumello del Monte entre 1861 y 2001 |
|                                                                          |
| Fuente ISTAT - elaboración gráfica de Wikipedia                          |